# 中国銀行タワー

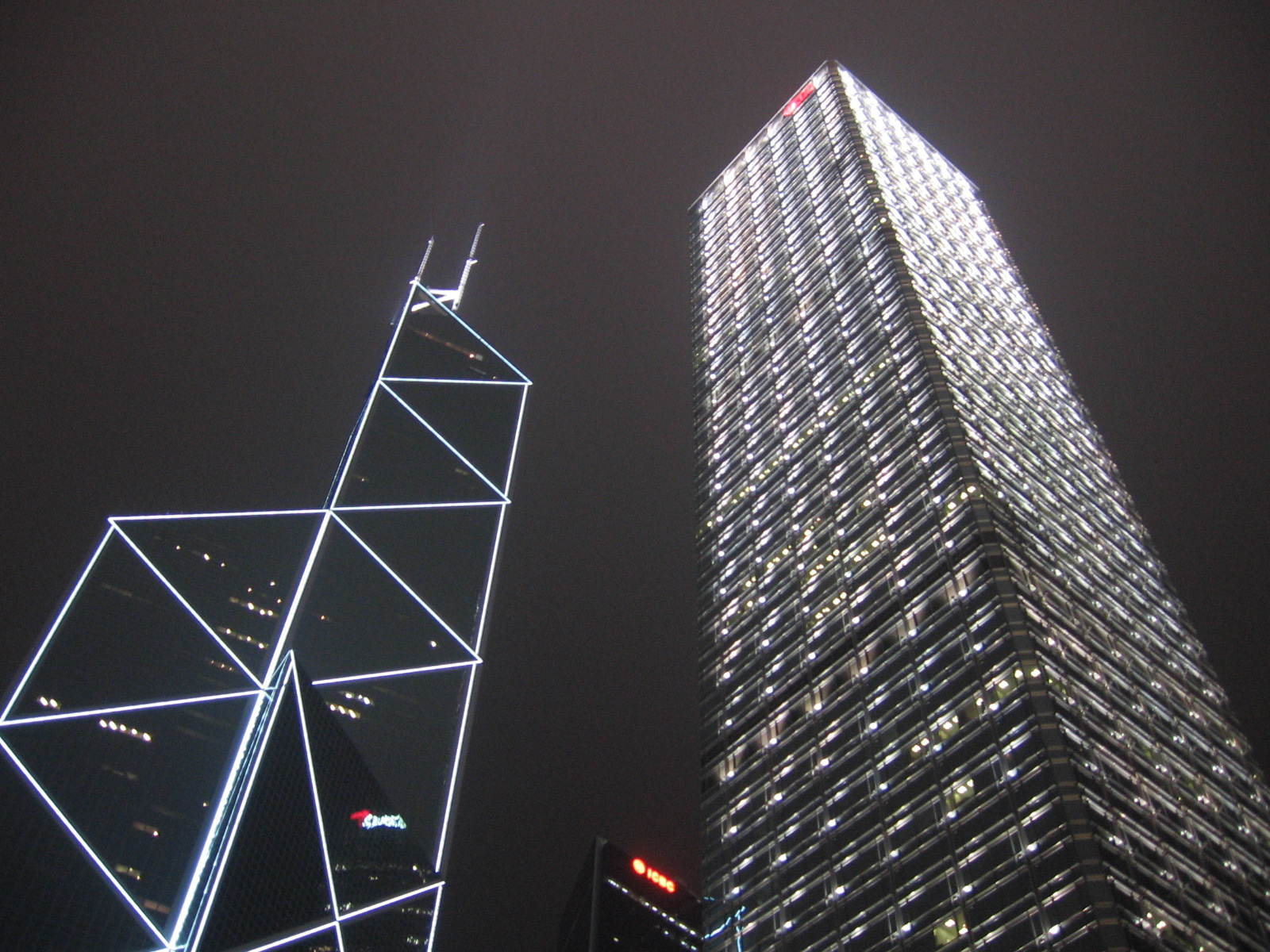
夜の中国銀行タワー（左）

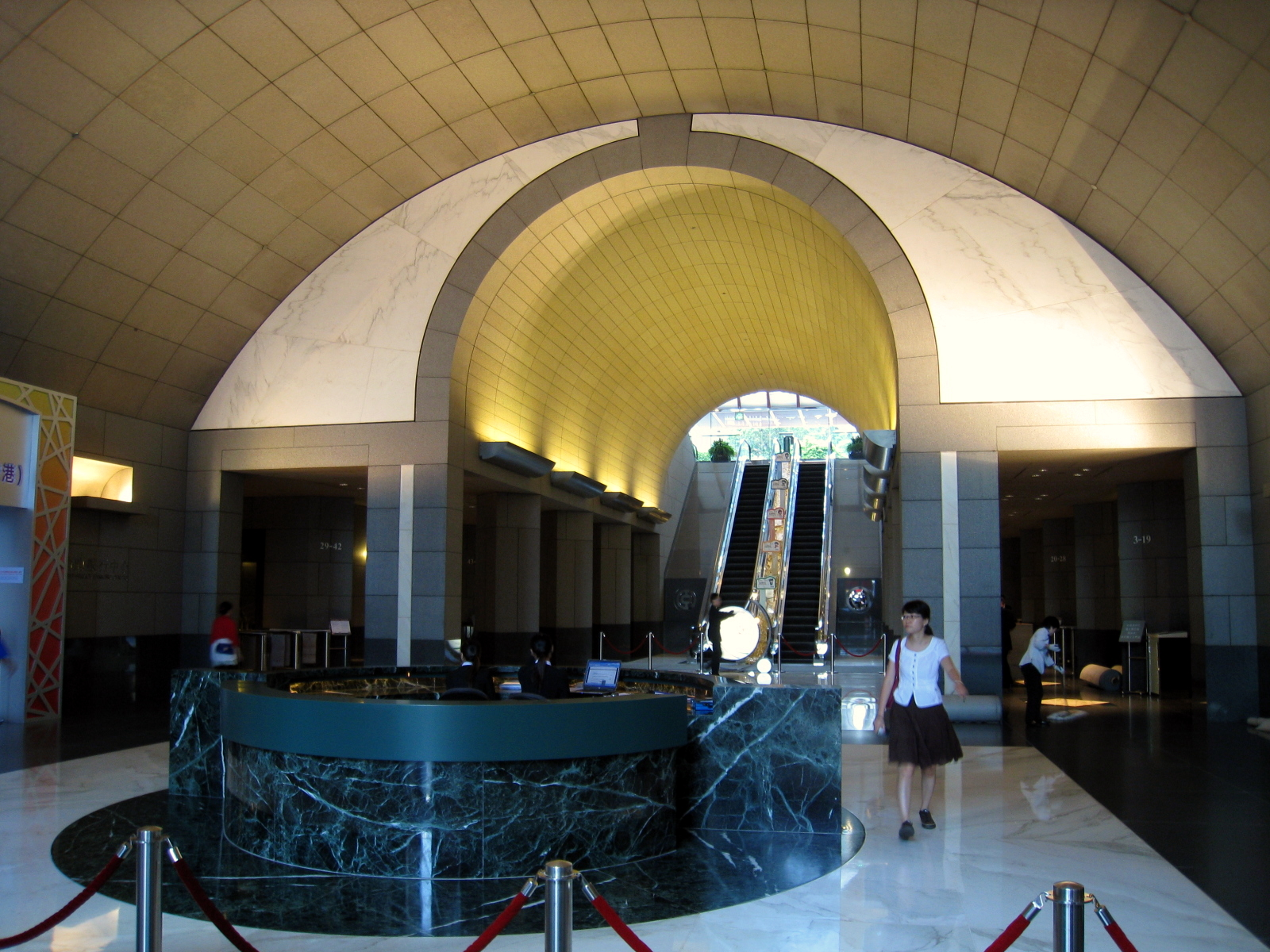
中国銀行タワーのロビーフロア

中国銀行タワー（ちゅうごくぎんこうタワー、英語：Bank of China Tower、中国語（繁体字：中銀大廈）とは、香港の香港島北部、中西区の金鐘 (Admiralty) にある中国銀行の本店ビルのことである。Bank of China Towerの頭文字を取って『BOC Tower』と呼ばれることもある。

## 概要
中国銀行 (香港) は1917年、香港（現中華人民共和国・香港特別行政区、設立当時はイギリス領・香港）に設立された（詳細は中国銀行 (香港)の項を参照）。なお中国銀行 (香港)は、2001年に中華人民共和国の中国銀行（本店：中華人民共和国・北京市）から独立して別法人となった。
中環 (Central) 地区の香港上海銀行 (HSBC)・香港本店ビル横に現存する1950年に完成したパーマー&ターナー (Palmer & Turner) 設計の洋中折衷のアールデコ調建築である旧社屋の老朽化への対応、及び業務の効率化を図る目的で現在の建物が新たに建設された。
香港島北部の金融街である金鐘地区に位置するこの超高層オフィスビルは、中国系アメリカ人建築家で『幾何学の魔術師』との異名を持つイオ・ミン・ペイ（I・M・Pei、貝聿銘）の設計で、同時にペイによる建築の代表作でもある。建物は1990年に完成した。
鋼鉄製のトラスの枠組みをデザインに生かし、幾何学的なイメージを連想させる。青いハーフミラーガラスの壁面を持ち、意匠は発展する香港の街を成長の早い植物の竹に見立てて起草された。地上72階建てで高さが367.4mであり、完成当時は香港のみならずアジアでも最高の高さを誇った。またそれまでの香港で最も高いビルは、香港島北部の湾仔 (Wan Chai) 地区で建設され1980年に完成したホープウェル・センター（合和中心：Hopewell Centre：216.0m）であったが、中国銀行タワーはアジアで初めてとなる高さ300m超の超高層ビルである。その特異な形状とも相まって、香港を象徴する建物であると同時に香港のイメージをも変えるランドマークとなった。
その後1992年に、湾仔地区に建設された地上78階建て・高さ374mのセントラルプラザ（中環廣場：Central Plaza）に最高の座は譲り渡したものの、世界的に著名な建築としても知られ、今日でも観光名所であると同時に香港を象徴する建築のひとつでもある。ヴィクトリア湾からはこのビルを概ね眺めることが可能で、対岸の九龍 (Kowloon) 側からも望むことができ、香港島のスカイラインを形成しているビルのひとつとなっている。
中国銀行タワーは歴代の中国銀行 (香港) 発行の香港ドル紙幣の表面や現行香港ドル紙幣裏面の凹版部分に印刷されている他、風景としては中国銀行 (香港) 発行の旧1000香港ドル紙幣裏面と旧20香港ドル紙幣裏面、香港上海銀行 (HSBC) 発行の旧20香港ドル紙幣裏面と現行1000香港ドル紙幣、スタンダードチャータード銀行（渣打銀行：Standard Charterd Bank）発行の現行1000香港ドル紙幣裏面にそれぞれ印刷されている。
建物はオフィス及び業務窓口として利用されており展望台などは設置されていないが、43階に限り一般にも開放されているのでそこから中環の超高層ビル群や、九龍側の景色を眺めることができる。

## 中国銀行タワーにおける風水
香港では建物や部屋を設計する際に、風水を非常に気にする。中国銀行タワーでは建設当時、香港総督府（現在は「zh:香港禮賓府 (en:Government House, Hong Kong)」）や香港上海銀行・香港本店ビルに建物の鋭角部が向けられていることから、これらを中心とした周辺の建物の運気を下げていると話題になった。

## 周辺施設
- 香港MTR 中環駅
- 香港MTR 金鐘駅
- 長江センター（長江集團中心：Cheung Kong Center）
- シティバンクタワー（花旗銀行中心：Citibank Tower）
- 亜太金融大廈（Asia Pacific Financial Tower）
- 香港公園（Hong Kong Park）
- 茶具文物館（Museum of Tea Ware）

## 交通
- 香港MTR 港島線及び荃湾線、中環駅及び金鐘駅から徒歩5～10分程度
- 香港MTR 東涌線、香港駅から徒歩10分程度
- 香港トラム（電車）
- その他バス（巴士）便など利用

## 画像

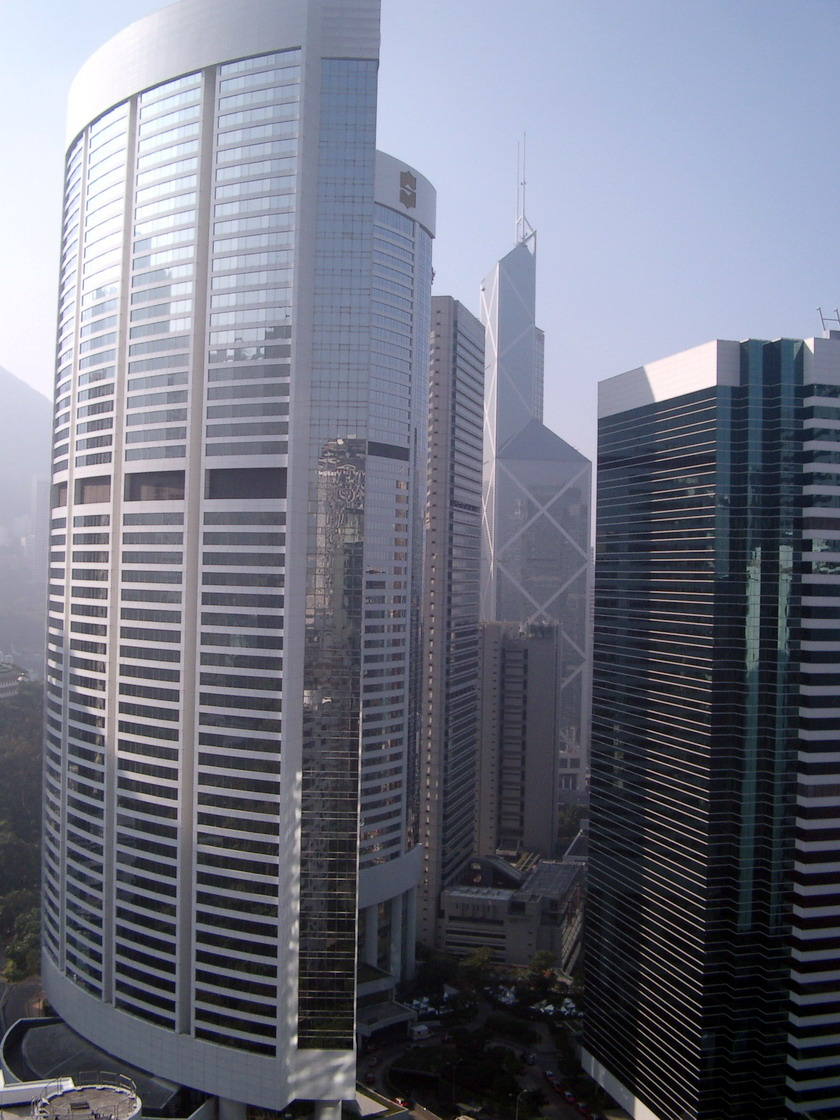
中国銀行タワー遠景
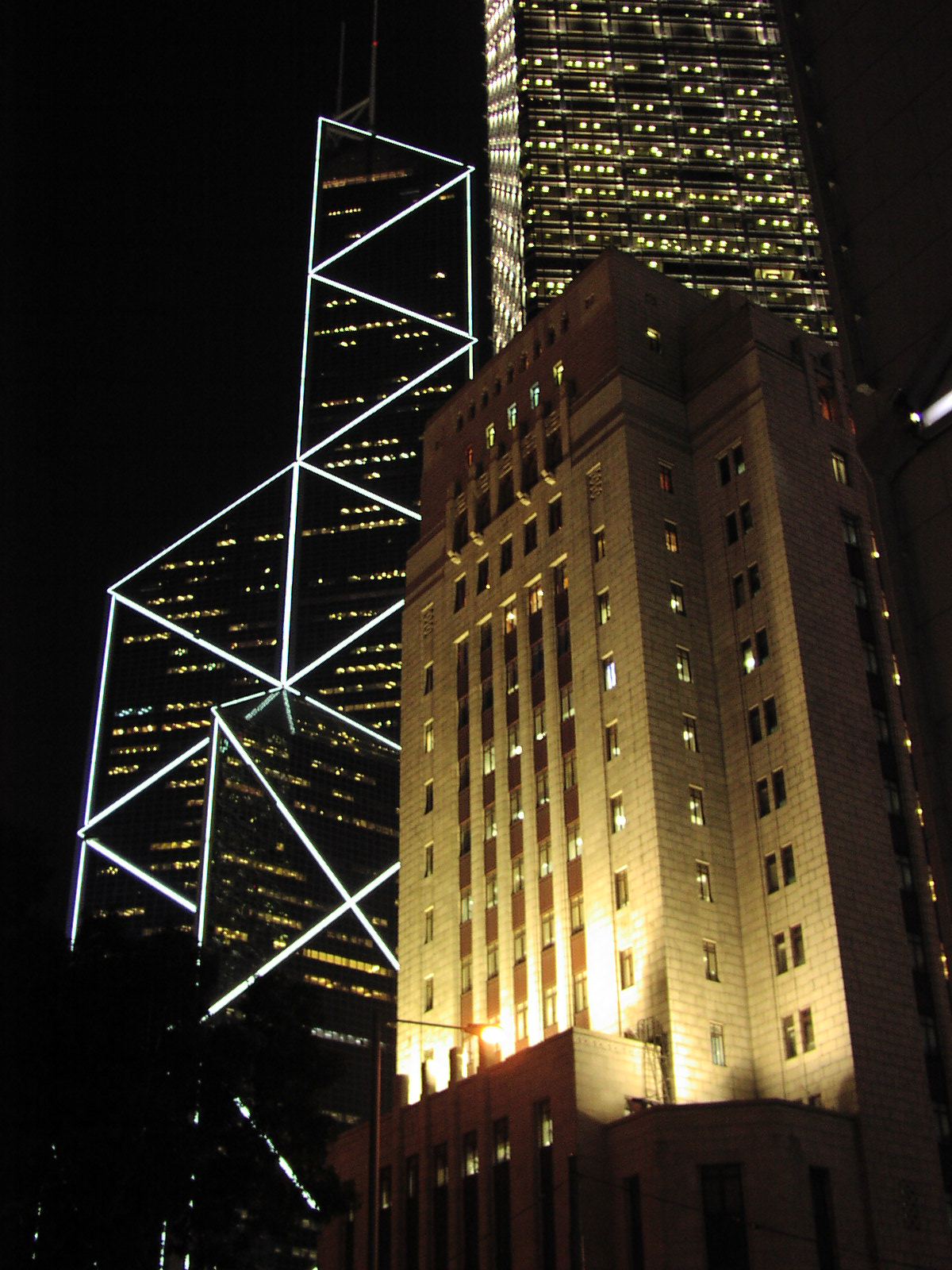
中国銀行ビルと中国銀行タワー
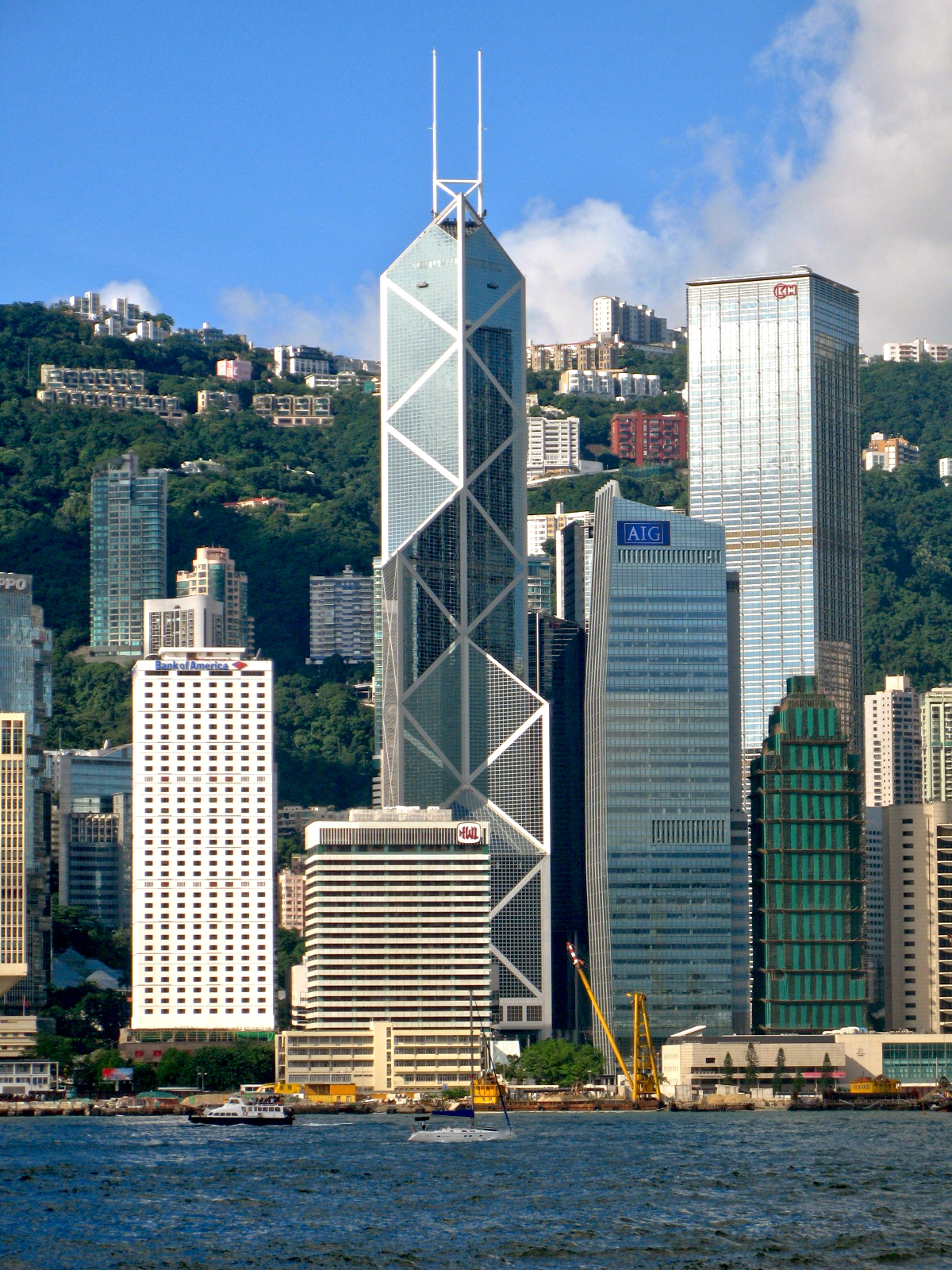
ビクトリア湾からの遠景
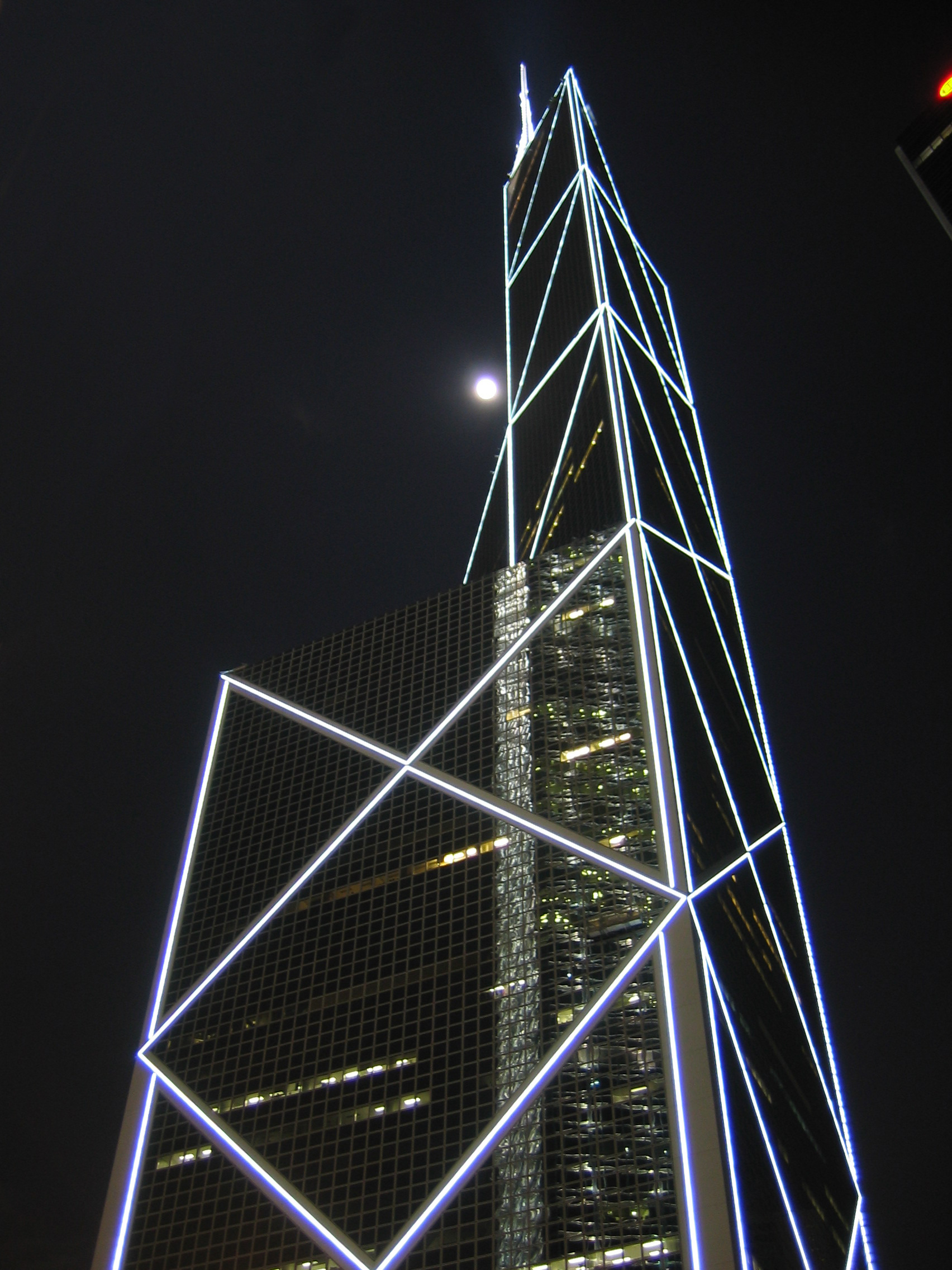
中国銀行タワー夜景